# Rineloricaria cacerensis
Rineloricaria cacerensis és una espècie de peix de la família dels loricàrids i de l'ordre dels siluriformes.

## Distribució geogràfica
Es troba a la conca del riu Paraguai.